# Hermann Friedrich Kahrel
Hermann Friedrich Kahrel (* 10. Dezember 1719 in Detmold; † 14. Dezember 1787 in Marburg) war ein deutscher Rechtswissenschaftler, Philosoph und Hochschullehrer.

## Leben
Kahrel war Sohn des Johann August Kahrel, Kassierer und Rechnungsführer in der Gräflich-Lippischen Rentkammer in Detmold. Er absolvierte das Gymnasium seiner Heimatstadt und ging 1737 an die Universität Marburg. Dort widmete er sich insbesondere dem Studium der Theologie und Philosophie, wobei er unter dem Einfluss von Christian Wolff und Johann Christian Kirchmayer stand. 1740/1741 kehrte er in seine Heimat zurück. Dort vertiefte er das Studium der Theologie und begann eine Laufbahn als Prediger. Allerdings überwog sein Interesse für Staatsrecht, weshalb er nach Marburg zurückkehrte, um dann Wolff an die Universität Halle zu folgen. Von dort ging er an die Universität Leipzig und anschließend auf Empfehlung von Wolff und Johann Georg Estor an die Universität Jena. Dort konnte er allerdings aufgrund seines Glaubens, als evangelisch-reformierter Christ, nicht den gewünschten Doktorgrad erlangen.
Kahrel kehrte daraufhin an die reformierte Universität in Marburg zurück und wurde dort am 10. Mai 1741 zum Dr. phil. promoviert. Zugleich wurde er für Natur- und Völkerrecht an der dortigen Philosophischen Fakultät habilitiert. Anschließend hielt er als Privatdozent in diesem Bereich in Marburg Vorlesungen. Die gewünschte außerordentliche Professur wurde ihm jedoch nicht gewährt. Kahrel galt zeitlebens als wenig begabter Dozent.
Kahrel erhielt 1743 durch den Fürsten Wilhelm IV. von Oranien und Nassau einen Ruf als ordentlicher öffentlicher Lehrer der Philosophie an die Hohe Schule Herborn. Seine Amtseinführung fand am 4. Dezember 1743 statt. 1744 nahm er auf Einladung von Wilhelm IV. an einer Reise durch die Niederlande teil, wobei er in Kontakt mit den dortigen Gelehrten trat und das dortige Recht studierte. 1745 nahm er an der Krönung von Kaiser Franz I. in Frankfurt am Main teil.
Kahrel, der bemüht war eine Stelle an einer juristischen Fakultät zu erlangen, wurde 1750 an der Universität Duisburg zum Doktor der Rechte promoviert. Eine Stelle an einer juristischen Fakultät konnte er allerdings nie verwirklichen. Von 1760 bis 1762 war er Prorektor der Hochschule in Herborn, bevor er im Dezember 1762 einem Ruf als ordentlicher Professor der Philosophie an die Universität Marburg folgte. Hier lehrte er Natur- und Völkerrecht, Logik und Metaphysik, Ethik, philosophische Enzyklopädie, Rechtsgeschichte, Politik, deutsches und europäisches Staatsrecht sowie Kirchenrecht. Kahrel stand in den Jahren 1766, 1773 und 1780 als Dekan der Philosophischen Fakultät in Marburg vor.

## Werke (Auswahl)
- Europäisches Staats- und Völcker-Recht: Worinn nicht allein das Staats-Recht von Teutschland, sondern auch die Staats-Verfassung der übrigen vornehmsten Reiche und Republicken von Europa ... abgehandelt werden, Regelein, Herborn 1750.
- Völcker-Recht, Worinn die vornehmsten Verbindlichkeiten und Rechte der Könige, Monarchen, Regenten und Völcker, So wohl nach dem Nothwendigen als willkührlichen und Gewohnheits-Völcker-Rechte aus dem Wesen und der Natur derselben entwickelt werden, Regelein, Herborn 1750.
- Zufällige Gedancken über das wichtige Rechtsstück, was eigentlich wegen Zahlung der Schulden der Vorfahren bey einem Reichs-Fürsten und Grafen Rechtens sey? Nebst einigen Vorschlägen zur Verbesserung der Justiz, Winckler, Wetzlar 1753.
- Erörterung der Frage: Ob und wie weit die Verpfändung und Einlösung der verpfändeten Güther u. Herrschaften der Reichs-Fürsten und Stände, bevor was die Stamm- und Lehen-Güter betrifft, statt finde?, Winckler, Wetzlar 1754.
- Practische Betrachtung über die richtige Bestimmung und Ausnahme der Gesetze, als einer der vornehmsten Ursachen der Verwirrung und Dunkelheit in den Rechten, Winckler, Wetzlar 1754.
- Opvscvla Qvaedam Varii Argvmenti, Müller, Marburg 1764.
- Jus publicum universale, primis lineis et ita descriptum, Braun, Gießen 1765.
- Schlüssel zur allerältesten Geschichte der Welt und Beweis der Uebereinstimmung aller Religionen mit Moses: als eine Probe seines mit der Philosophischen Kritik und andern Wissenschaften vermehrten Systems der Philosophie herausgegeben, Varrentrapp und Wenner, Frankfurt und Leipzig 1786.